# アキナ・大吉洋平の「週刊ヤングマンデー」
『アキナ・大吉洋平の「週刊ヤングマンデー」』（アキナ・おおよしようへいのしゅうかんヤングマンデー）は、2015年3月30日から2016年3月21日まで、MBSラジオで毎週月曜日の夜間に放送されていたバラエティ番組。関西を拠点に活躍する若手漫才師・アキナおよび、大吉洋平（毎日放送アナウンサー）の冠番組であった。

## 概要
「耳で読むラジオマガジン」というコンセプトの下に、同世代のアキナ（秋山賢太・山名文和）と大吉が進行した生放送番組。青少年向けの漫画雑誌のような雰囲気で、トーク、漫才・コント、ラジオドラマ、視聴者の投稿による大喜利などのコーナーを展開していた。雑誌さながらに、放送回数を「～号」、放送日を「～月～日発売」と紹介したことが特徴。放送上の通称は「ヤンマン」で、アキナの2人と大吉を「ヤンマントリオ」と総称していた。
リスナーからの投稿を放送で採用した場合には、番号の入った「塗り絵カード」を当該リスナーに進呈。その番号が定期的に抽選で発表される当選番号と一致したリスナーは、カードの番号を写した画像付きの電子メールを番組の公式メールアドレスに送信することによって、追加のプレゼント（クオカードや出演者の私物など）を受け取れるという仕組みになっていた。
2015年12月24日と2016年3月13日には、当番組を放送していた毎日放送の本社（大阪市北区茶屋町）で公開収録を実施。いずれの収録でも、参加を希望するリスナーを、抽選で招待していた。また、「ヤンマントリオ」の共同作詞・徳田憲治（スムルース）の作曲によって、『スニーカー』というオリジナルソングを制作。「ヤンマントリオ」が、スタジオからの生放送や公開収録で、この曲を歌っていた。
2016年3月21日で放送を終了。MBSラジオでは翌週（4月1日）から、アキナがパーソナリティを務める生放送番組『週刊ヤングフライデー』を、毎週金曜日の22:30 - 24:00に編成している。ただし、大吉は他のレギュラー番組との兼ね合いで出演できないため、関西を拠点に活動するバンドのメンバーをアキナのパートナーへ交互に起用している。
2025年6月30日（月）20:00 - 20:55には、『アキナ・大吉洋平の復刻ヤングマンデー』として9年3ヶ月ぶりに放送予定。

## 放送時間
毎週月曜日 22：00 - 24：00（JST）
月曜日の通常編成では、『弁護士の放課後 ほな行こか〜』を19:00 - 19:30、『U.K. BEAT FLYER 1179』を21:00 - 22:00に放送（いずれもスポンサー付き番組）。
『MBSベースボールパーク』としてプロ野球のナイトゲーム（主に阪神タイガース公式戦）を中継した場合には、中継終了後に『MBSニュース』・『お天気のお知らせ』（5分間）と上記の番組を順次放送してから、当番組の生放送へ移行していた。
2015年7月20日（海の日）には、同年最初の月曜ナイトゲーム中継であった阪神対読売ジャイアンツ」戦（阪神甲子園球場）の中継を21時以降まで放送したため、当番組の放送開始が中継終了後から95分後にまでずれ込んだ。

## 主なコーナー
チャンピオンシップ大喜利ランナー
- 用意された効果音の後に続けて一言！の「オトアトペ」と、架空の小説のタイトルを聞いてその出だしの1行目を答える「出だしでポン」という2つのお題の回答を募集し、寄せられた答えを3人がジャッジしてポイントを付け、半年間かけてその累積を競う。毎週途中経過のトップ10が公式サイトや公式ツイッターで公表される。『週刊ヤングフライデー』でも継続。

連続ラジオ活劇　宇宙王（スペースキング）ヤマナ
- 「平成生まれの中学生ヤマナ君が宇宙を支配する悪と戦う」という設定の即興ラジオドラマ。ほぼ100％アドリブで進行するが、3人にはそれぞれリスナーから投稿された「劇中で言ってほしいセリフ」が1つずつ割り当てられていて、話の流れを壊さないようにそれを言わなければならない。エンドテーマが流れてくると終了となるが、それまでに割り当てられたセリフを言えなかった場合、罰として「自分の携帯電話の番号を1桁公表」しなければならない。

マンデーナイトイングリッシュ
- 英語圏での留学・取材経験が豊富な大吉が、英語の日常会話でよく用いられるフレーズを1句ずつアキナに教えるコーナーで、「Lucky Beverly English School」（2014年度のナイターオフ期間に「茶屋町プレミアムナイト」木曜2部で放送されていた『大吉洋平の毎日ヒルズ大吉白書』内のコーナー）を事実上継承。希望するリスナーには、当コーナーを放送と同時に録音したカセットテープを、「教材」として進呈していた。

ヤンマンテレフォン
- 学生限定（小・中・高・大・予備校生・専門学校生）の専用ダイヤルの留守番電話に「学生の言いたい事・相談したい事」を吹き込んでもらい、その中から選ばれた人に生電話をかけ、3人と話してもらう。

今週の「袋とじ」
- 週替わりで様々な企画を行う（3人とも事前に内容を知らされていない）。